# Andreas Matt
Andreas Matt (ur. 19 października 1982 w Zams) – austriacki narciarz, specjalista narciarstwa dowolnego. Wywalczył srebrny medal w skicrossie na igrzyskach olimpijskich w Vancouver, przegrywając jedynie ze Szwajcarem Michaelem Schmidem. Zdobył także złoty medal w tej samej konkurencji na mistrzostwach świata w Inawashiro. W 2011 zdobył kolejny medal mistrzowski ale tym razem brązowy, wywalczył go na mistrzostwach świata w Deer Valley. Tym samym nie udało mu się obronić mistrzostwa świata z Inawashiro. Najlepsze wyniki w Pucharze Świata osiągnął w sezonie 2010/2011, kiedy to zajął 2. miejsce w klasyfikacji generalnej, a w klasyfikacji skicrossu zdobył małą kryształową kulę.
Jego brat Mario jest utytułowanym narciarzem alpejskim.

## Osiągnięcia

### Igrzyska olimpijskie
| Miejsce | Dzień     | Rok  | Miejscowość | Konkurencja | Zwycięzca             |
| ------- | --------- | ---- | ----------- | ----------- | --------------------- |
| 2.      | 21 lutego | 2010 | Vancouver   | Skicross    | Michael Schmid        |
| 14.     | 20 lutego | 2014 | Soczi       | Skicross    | Jean Frédéric Chapuis |

### Mistrzostwa świata
| Miejsce | Dzień    | Rok  | Miejscowość          | Konkurencja | Zwycięzca             |
| ------- | -------- | ---- | -------------------- | ----------- | --------------------- |
| 6.      | 6 marca  | 2007 | Madonna di Campiglio | Skicross    | Tomáš Kraus           |
| 1.      | 2 marca  | 2009 | Inawashiro           | Skicross    | -                     |
| 3.      | 4 lutego | 2011 | Deer Valley          | Skicross    | Christopher Del Bosco |
| 16.     | 10 marca | 2013 | Voss                 | Skicross    | Jean Frédéric Chapuis |

### Puchar Świata

#### Miejsca w klasyfikacji generalnej
- sezon 2001/2002: 157.
- sezon 2003/2004: 143.
- sezon 2004/2005: 156.
- sezon 2005/2006: 80.
- sezon 2006/2007: 56.
- sezon 2007/2008: 39.
- sezon 2008/2009: 16.
- sezon 2009/2010: 10.
- sezon 2010/2011: 2.
- sezon 2011/2012: 11.
- sezon 2012/2013: 61.
- sezon 2013/2014: 9.
- sezon 2014/2015: 103.
- sezon 2015/2016: 73.

#### Zwycięstwa w zawodach
1. Les Contamines – 10 stycznia 2009 (Skicross)
2. Blue Mountain – 20 stycznia 2010 (Skicross)
3. Grasgehren – 29 stycznia 2011 (Skicross)
4. Grindelwald – 3 marca 2011 (Skicross)
5. Branäs – 13 marca 2011 (Skicross)
6. Innichen – 18 grudnia 2011 (Skicross)
7. Val Thorens – 15 grudnia 2013 (Skicross)

##### Pozostałe miejsca na podium w zawodach
1. Chiesa in Valmalenco – 16 marca 2008 (Skicross) – 3. miejsce
2. St. Johann in Tirol – 5 stycznia 2009 (Skicross) – 2. miejsce
3. Voss – 19 lutego 2009 (Skicross) – 3. miejsce
4. Lake Placid – 24 stycznia 2010 (Skicross) – 2. miejsce
5. Branäs – 6 marca 2010 (Skicross) – 3. miejsce
6. Innichen – 18 grudnia 2010 (Skicross) – 2. miejsce
7. L’Alpe d’Huez – 12 stycznia 2011 (Skicross) – 2. miejsce
8. Les Contamines – 16 stycznia 2011 (Skicross) – 2. miejsce
9. Blue Mountain – 11 lutego 2011 (Skicross) – 2. miejsce
10. Hasliberg – 6 marca 2011 (Skicross) – 2. miejsce
11. Blue Mountain – 3 lutego 2012 (Skicross) – 3. miejsce
12. Branäs – 3 marca 2012 (Skicross) – 3. miejsce
13. Innichen – 22 grudnia 2013 (Skicross) – 2. miejsce
14. Åre – 16 marca 2014 (Skicross) – 2. miejsce

- W sumie (7 zwycięstw, 9 drugich i 5 trzecich miejsc).